# Geologija Marsa
Geologija Marsa ili areologija (grčki Ἂρης Arēs + -λογία -logia), znanost koja proučava sastav, strukturu, fizička svojstva, povijest i procese koji oblikuju planet Mars.

## Elementalni sastav
Elementi prisutni na Marsu među ostalima uključuju kisik (O), željezo (Fe), silicij (Si) i sumpor (S). Karakteristična crvena boja planeta uglavnom nastaje zbog oksidacije željeza na površini Marsa.

## Vremenska ljestvica

### Vremenska ljestvica gustoće kratera
Istraživanja gustoće udarnih kratera na površini Marsa omogućuju identifikaciju tri široke epohe u planetarnoj geološkoj vremenskoj ljestvici, jer starije površine imaju više kratera od mlađih. Epohe su nazvane po mjestima na Marsu koje pripadaju tim vremenskim periodima. Precizno trajanje tih perioda nije poznato zbog postojanja nekoliko suparničkih modela koji opisuju stopu pada meteora na Marsu, pa su vremena samo približno određena. Od najstarijeg do najmlađeg, vremenski periodi su sljedeći:
- noahijska epoha (nazvana prema Noachis Terra): formacija najstarijih postojećih površina na Marsu prije između 4,6 i 3,5 milijardi godina. Površine iz noahijskog doba izbrazdane su mnogim velikim udarnim kraterima. Nakupina Tharsis vjerojatno se formirala u ovom periodu s opsežnim poplavama tekuće vode tijekom kasnije epohe.[2]
- hesperijska epoha (nazvana prema Hesperia Planum): 3,5 do 1,8 milijuna godina BP. Hesperijska epoha obilježena je formacijom ekstenzivnih ravnica lave. Formiranje Olympus Monsa vjerojatno je započelo tijekom ove epohe.
- amazonska epoha (nazvana prema Amazonis Planitia): 1,8 milijuna godina BP do danas. Amazonske regije imaju nekoliko meteoritnih udarnih kratera, no inače su vrlo varijabilne. Tokovi lave na Marsu nastavili su se tijekom ovog perioda.

Proučavanje kratera temelji se na pretpostavci da su krateroformni udarači pogađali planet kroz čitavu povijest u pravilnim intervalima i da ne postoji način točnog datiranja područja koji se samo temelji na broju udara već samo na pretpostavci da područja s više udara moraju biti starija od područja s manje udara. No, logika se gubi ako je velik broj asteroida istovremeno pogodio površinu planeta ili ako ju je tijekom dugih razdoblja pogodilo samo nekoliko.

### Mineraloška vremenska ljestvica
Prema nedavnim promatranjima koja su izvršena spektrometrom za vidljivo i infracrveno mineraloško kartiranje OMEGA postavljenom na orbiteru Mars Express, glavni ispitivač spektrometra OMEGA predložio je alternativnu vremensku ljestvicu utemeljenu na korelaciji između mineralogije i geologije planeta. Ova predložena vremenska ljestvica razdjeljuje povijest planeta u 3 epohe: filocij, teijikij i siderik.
- filocij (nazvan prema filosilikatnim mineralima kojima obiluje glina, a koji karakteriziraju epohu) trajao je od formiranja planeta sve do prije otprilike 4000 milijuna godina. Kako bi filosilikati formirali alkaličnu vodu, nužno je bilo postojanje okoliša. Pretpostavlja se kako su depoziti iz te ere najbolji kandidati za istraživanje dokaza prošlog života na planetu. Ekvivalent na Zemlji velik je dio hadijskog eona.
- teijikij (nazvan prema grčkoj riječi za sulfatne minerale koji su tada nastali) trajao je sve do prije oko 3500 milijuna godina, te predstavlja razdoblje vulkanske aktivnosti. Uz lavu oslobođeni su plinovi, posebice sumporov dioksid, koji su zajedno s vodom stvorili sulfate i kiseli okoliš. Ekvivalent na Zemlji je era eoarhaika i početak paleoarhaika.
- siderik traje od prije 3500 milijuna godina sve do danas. Završetkom vulkanizma i odsustvom tekuće vode, najznačajniji geološki proces bila je oksidacija željezom bogatih stijena atmosferskim peroksidima što je dovelo do crvenih željezovih oksida koji daju planetu njegovu prepoznatljivu boju. Ekvivalent na Zemlji glavnina je arhaika, cijeli proterozoik pa sve do danas.

## Površinska kemija
Misao kako je površina Marsa primarno sastavljena od bazalta temelji se na promatranim tokovima lave iz vulkana, marsovskoj meteoritnoj kolekciji i podatcima s površinskih i orbitalnih promatranja. Tokovi lave iz marsovskih vulkana pokazuju da lava ima vrlo nisku viskoznost što je tipično za bazalt. Analiza uzoraka tla koje su 1976. godine prikupili landeri Viking pokazuju željezom bogatu glinu konzistentnu s erozijom bazaltnih stijena. Postoje dokazi da bi dio marsovske površine mogao biti bogatiji silicijem od tipičnog bazalta, možda više nalik andezitskim stijenama na Zemlji, iako se to može objasniti silicijskim staklom, filosilikatima ili opalom. Većina površine prekrivena je dubokim naslagama prašine nalik puderu od talka. Crveno-narančasti izgled površine Marsa dolazi od željezo(III) oksida (Fe2O3) (hrđa). Mars ima dvostruko više željezova oksida u svom vanjskom omotaču od Zemlje, unatoč njihovom pretpostavljenom sličnom podrijetlu. Pretpostavlja se kako je Zemlja, što se više zagrijavala, prenosila velik dio željeza prema unutrašnjosti do mora lave ranog planeta na dubini od 1.800 km i s temperaturom od 3.200 °C, dok je Mars s nižom temperaturom lave od 2.200 °C bio prehladan da se to dogodi. Iako je potencijal karbonata na Marsu okupio velik interes egzobiologa i geokemičara, malo je dokaza za značajne količine karbonatnih depozita na površini.
Jedan od ciljeva potencijalnih NASA-inih misija na planet Mars je sadnja biljaka poput šparuga, zelenog graha i repe na marsovskom tlu koje se nakon određenih ispitivanja pokazalo nalik Zemljinu tlu. Ovim ispitivanjima određeno je kako je tlo blago alkalično i da sadrži vitalne nutrijente poput magnezija, natrija, kalija i klorida, koji su svi potrebni živim bićima (koliko znamo o njima) za rast. Zapravo NASA je prethodno izvjestila da je tlo blizu Marsovog sjevernog pola bilo slično onome pronađenom u vrtovima na Zemlji gdje bi biljke mogle vjerojatno rasti. Ipak, u kolovozu 2008. Phoenix Lander obavio je jednostavne kemijske eksperimente miješajući vodu sa Zemlje s marsovskim tlom u namjeri ispitivanja njegova pH, te je pritom otkrio tragove perklorata koji je oksidirajući ion ClO4. Preliminarni rezultati sekundarnih laboratorijskih testova sugeriraju kako bi plodovi zasađeni u tlu morali nadići vrlo surov okoliš, mnogo manje pogodan za život od onoga za kojeg se nekoć vjerovalo. Daljnja testiranja neophodna su za određivanje koliko perklorata postoji u marsovskom tlu, kako je nastao ili je li možda uzorak tla jednostavno bio kontaminiran emisijama iz Phoenixova gorućeg goriva tijekom prizemljivanja.

## Magnetsko polje i unutarnje strukture
Iako Mars danas nema nikakvo intrinzično magnetsko polje na globalnoj razini, interpretacije obavljenih opservacija pokazale su da su dijelovi planetarne kore magnetizirani, te da se pojavio polaritetni obrat njegova dipolna polja kada se centralni dinamo ugasio, ostavivši iza sebe samo rezidualna permanentna korina polja. Ovaj paleomagnetizam magnetički susceptibilnih minerala ima obilježja vrlo slična izmjeničnim pojasevima pronađenima na oceanskom dnu na Zemlji. Jedna teorija objavljena 1999. i preispitana u listopadu 2005. uz pomoć Mars Global Surveyora govori kako su ti pojasevi dokaz prethodnog djelovanja tektonike ploča na Marsu prije 4 milijardi godina prije nego što se Marsov planetarni dinamo ugasio. Obrasci magnetizacije u kori također pružaju dokaz prethodnih polarnih izmjena, promjene u orijentaciji Marsove osi rotacije.
Kao što se može vidjeti na slici jakost Marsovog magnetskog polja varira na površini, pa iako je većinom maleno, ono na nekim mjestima može biti jako kao na Zemlji. Moguće je odrediti vrijeme kada se Marsov dinamo ugasio. Veliki udarni bazeni Hellas i Argyre stari 4 milijarde godina jesu nemagnetizirani tako da se dinamo morao ugasiti prije jer bi inače rastopljena stijena bila remagnetizirana. Alternativna teorija, koju je razradio Benoit Langlois, tvrdi kako je objekt veličine Mjeseca udario u sjevernu hemisferu pod oštrim kutom i velikom visinom oko 4,4 milijarde godina. Računalni modeli Sabine Stanley pokazuju kako je to moralo stvoriti konvekcijskim strujama pokretan dinamo na južnoj hemisferi.

### Gravitacija
Mars ima približno polovicu radijusa Zemlje i samo jednu desetinu njezine mase što generira površinsku gravitaciju od 0,376 g koja odgovara oko 38% površinske gravitacije na Zemlji.

### Jezgra
Trenutačni modeli planetarne unutrašnjosti sugeriraju kako je veličina radijusa jezgrine regije približno 1.480 km (upravo manje od polovice ukupnog radijusa), te se sastoji primarno od željeza s oko 15-17% sumpora. Ova jezgra od željezova sulfida je djelomično ili potpuno tekuća s dvostrukom koncentracijom lakih elemenata koji postoje u Zemljinoj kori. Visoki sumporni sadržaj Marsove kore daje mu vrlo nisku viskoznost što zauzvrat implicira kako se Marsova jezgra formirala vrlo rano u povijesti planeta.

### Kora i omotač
Jezgra je okružena silikatnim omotačem koji stvara tektonska i vulkanska obilježja na planetu. Prosječna debljina kore planeta iznosi oko 50 km te nije deblja od 125 km što je puno deblje od Zemljine kore koja varira između 5 km i 70 km. Nedavna radarska karta južne polarne ledene kape pokazala je da ona ne deformira koru usprkos tome što je debela 3 km.

### Tektonika
Kao rezultat opservacija magnetskih polja na Marsu koje je 1999. godine obavila svemirska letjelica Mars Global Surveyor predloženo je da je tijekom prvih pola milijarde godina nakon formiranja Marsa mehanizam tektonike ploča mogao biti aktivan, tako da su Sjeverne ravnice bile ekvivalentne oceanskom bazenu na Zemlji. Daljnji podaci koji su 2007. dobiveni visokorezolucijskom stereokamerom na orbiteru Mars Express jasno su pokazali 'globalnu krustalnu dihotomnu granicu' u regiji Aeolis Mensae.

## Hidrologija

### Drevne rijeke - moderne vododerine
Visokorezolucijska Mars Orbiter Camera na Mars Global Surveyoru snimila je fotografije koje daju više detalja o povijesti tekuće vode na površini Marsa. Unatoč mnogim divovskim poplavnim kanalima i pridruženoj stablastoj mreži pritoka pronađenima na Marsu, ondje ne postoje manje strukture koje bi ukazivale na podrijetlo poplavnih voda. Predloženo je kako su erozivni procesi denudirali prije spomenuta obilježja što je ukazalo kako su riječne doline stara obilježja. Visokorezolucijske opservacije sa svemirske letjelice poput Mars Global Surveyora također su otkrile najmanje nekoliko stotina obilježja duž kraterni i kanjonskih zidova koji izgledaju nalik terestričkim vododerinama morskih stranica. Vododerine su uglavnom okrenute prema ekvatoru, te se nalaze na većim visinama na južnoj hemisferi, te su usmjerene prema polovima od 30° širine. Istraživači nisu pronašli nikakve degradirane (tj. erodirane) vododerine i nikakve nadodane udarne kratere što ukazuje da se radi o vrlo mladim obilježjima.
Druga teorija o formaciji drevnih riječnih dolina umjesto poplava kao uzrok navodi polagano iscurivanje površinskih voda. Ovu opservaciju potvrđuje iznenadan prekid riječnih mreža u čeonom dijelu u obliku teatra umjesto zašiljenih struktura. Doline su također često diskontinuirane, a mali odsječci neerodirane zemlje odvajaju dijelove rijeka.
Nasuprot ovome, dokaz za ogromne ili čak katastrofalne poplave pronađen je u divovskim mreškanjima u Athabasca Vallis .

### Tekuća voda
Tekuća voda ne može postojati na površini Marsa sa sadašnjim niskim atmosferskim tlakom osim na najnižim uzvišenjima tijekom kratkih razdoblja. Nedavno se otkrićem vododerinskih depozita, koji nisu viđeni prije deset godina, pojavio dokaz koji sugerira da je tekuća voda tekla površinom u nedavnoj prošlosti.
Među pronalascima dobivenih s rovera Opportunity jest prisutnost hematita na Marsu u obliku malih sfera na Meridiani Planum. Sfere su u promjeru velike samo nekoliko milimetara te se vjeruje kako su se formirale kao depoziti stijena u vodenim uvjetima prije nekoliko milijardi godina. Ostali minerali također su pronađeni kako sadrže oblike sumpora, željeza ili broma kao što je jarozit. To i ostali dokazi vodili su grupu od 50 znanstvenika da u izdanju časopisa Science od 9. prosinca 2004. Zaključe da je "tekuća voda nekoć bila intermitentno prisutna na marsovskoj površini na području Meridiani, te da je povremeno saturirala podpovršinu. Kako je tekuća voda ključni preduvjet za život, zaključili smo kako su uvjeti na Meridijanima mogli biti pogodni za naseljavanje tijekom određenog vremenskog perioda u Marsovoj povijesti." Kasnija istraživanja sugerirala su da je ta tekuća voda ustvari bila kisela zbog vrste minerala pronađenih na toj lokaciji. Na suprotnoj strani planeta mineral getit koji se (za razliku od hematita) formira samo u prisutnosti vode, uz ostale dokaze vode, također je pronašao rover Spirit u "Columbia Hillsu".
31. srpnja 2008. NASA je objavila da je lander Phoenix potvrdio prisutnost zaleđene vode na Marsu kao što je predvidio 2002. godine orbiter Mars Odyssey.

### Polarne ledene kape
Mars ima polarne ledene kape koje sadrže 85% smrznutog ugljikova dioksida (CO2) i 15% smrznute vode koji se izmjenjuju s marsovskim godišnjim dobima. Svaka kapa ima površinske depozite leda od ugljikova dioksida koji formira polarnu "kapuljaču" tijekom marsovske zime, a zatim sublimira tijekom ljeta otkrivajući podležeću površinu kape od uslojene smrznute vode i prašine. Južna polarna kapa (Planum Australe) razlikuje se od sjeverne polarne kape (Planum Boreum) po tome što vjerojatno sadrži barem nešto permanentnih depozita CO2 koji se izmjenjuju na vremenskoj ljestvici godina. Nedavno je potvrđeno kako je južna polarna kapa 3 kilometra debela ploča od oko 80% smrznute vode. Zanimljiv pronalazak radarskog istraživanja je sumnjivo postojanje malog pokrivača koji nalikuje tekućoj vodi, a nalazi se između leda i Marsove kore.
NASA-ini znanstvenici izračunali su kako bi volumen smrznute vode na južnoj polarnoj ledenoj kapi, ako bi se otopio, bio dostatan da prekrije planetarnu površinu s dubinom od 11 metara. Štoviše, ledeni permafrostni omotač proteže se od polova do širina od oko 60°.

### Ledene zakrpe
Europska svemirska agencija objavila je 28. srpnja 2005. postojanje kratera djelomično ispunjenog smrznutom vodom. Neki su tada interpretirali otkriće kao "ledeno jezero". Snimci kratera koji su napravljeni visokorezolucijskom stereokamerom na svemirskoj letjelici Mars Express Europske svemirske agencije jasno pokazuju širok ledeni pokrivač na dnu bezimenog kratera lociranog na Vastitas Borealis, širokoj ravnici koja prekriva velik dio Marsovih visokih sjevernih širina otprilike 70,5° sjeverno i 103° istočno. Krater je širok 35 km i oko 2 km dubok.
Visinska razlika između dna kratera i površine zaleđene vode iznosi oko 200 metara. ESA-ini znanstvenici pripisali su većinu ove visinske razlike pješčanim dinama ispod zaleđene vode koje se mogu djelomično vidjeti. Dok znanstvenici ne govore o zakrpama kao o "jezerima", zakrpe zaleđene vode značajne su po svojoj veličini i po prisutnosti tijekom čitave godine. Depoziti zaleđene vode i slojeva mraza pronađeni su na mnogo različitih lokacija na planetu.

### Ekvatorijalno zaleđeno more
Površinska obilježja konzistentna s paketima leda pronađena su na južnom dijelu Elysium Planitia. Strukture koje nalikuju pločama prelomljenog leda čija je veličina od 30 m do 30 km pronađene su u kanalima koji vode do poplavljenih područja približno na istoj dubini i širini kao Sjeverno more. Ploče pokazuje znakove loma i rotacije koji ih jasno razlikuju od ploča lave drugdje na površini Marsa. Izvor poplave vjerojatno je okolni geološki rasjed Cerberus Fossae koji je izbacivao 2 do 10 milijuna godina staru vodu i lavu.

### Drevna obala
Zapanjujuće obilježje topografije Marsa jesu zaravnjene nizine na sjevernoj hemisferi. Porastom količine podataka dobivenih iz trenutačnog skupa orbitirajućih sonda otkriveno je nešto što izgleda kao drevna obala duga nekoliko tisuća kilometara. Velik problem pretpostavljene 2 milijarde stare obale je u tome što nije zaravnjena – tj. ne slijedi liniju konstantnog gravitacijskog potencijala. Ipak, članak u Natureu iz 2007. ističe kako je to moglo nastati zbog promjena u distribuciji Marsove mase, možda zbog vulkanske ili udara meteora – elizijska vulkanska izbočina ili masivan bazen Utopia koji se nalazi ispod sjevernih nizina predloženi su kao najvjerojatniji uzroci. Hipoteza o oceanu na Marsu pretpostavlja da je bazen Vastitas Borealis bio lokalitet primordijalnog oceana tekuće vode prije 3,8 milijuna godina.

### Glacijalne faze
Istraživanje iz 2008. pružilo je dokaz mnogostrukih glacijalnih faza tijekom kasne amazonske glacijacije na dihotomnoj granici na Marsu.

## Olivin
Spektri s NASA-ine sonde THEMIS pokazali su mogućnost postojanja minerala olivina na Marsu traženjem karakteristične infracrvene radijacije koju emitira. Otkriće je zanimljivo zato što je mineral, koji se povezuje uz vulkansku aktivnost, vrlo susceptibilan eroziji koju uzrokuje voda, pa njegova prisutnost i distribucija o kojoj se može saznati uz pomoć satelita može reći nešto više o povijesti vode na Marsu.
Olivin se formira iz magme, a erozijom prelazi u glinu ili željezov oksid. Istraživači su pronašli olivin na čitavom planetu, no najveće nalazište je u Nili Fossae, regiji koja datira otprije >3,5 milijardi godina (noahijska epoha). Drugo površinsko nalazište je u Ganges Chasma, istočnoj strani hazme (ponora) u Valles Marineris (na slici).

## Morfologija udarnih kratera
Kraterna morfologija pruža informacije o fizičkoj strukturi i sastavu površine. Udarni krateri omogućuju dublji pogled ispod površine te u Marsovu geološku prošlost. Lobirane izbačene plahte (naslikane lijevo) i krateri s jamom u centru uobičajeni su na Marsu, no ne i na Mjesecu, što može indicirati prisutnost ispodpovršinskih volatila (leda i vode) na Marsu. Degradirane udarne strukture pokazuju varijacije u vulkanskoj, fluvijalnoj i eolskoj aktivnosti.
Krater Yuty primjer je bedemnog kratera nazvanog tako zbog bedemastog ruba izbačevina. U krateru Yuty izbačevine potpuno prekrivaju stariji krater na njegovoj strani pokazujući kako je izbačenim materijal samo tanki sloj.
Najveći nedvosmisleni udarni krater je bazen Hellas na južnoj hemisferi. Ipak čini se da je bazen Borealis, koji prekriva većinu niskopoložene sjeverne hemisfere, također udarni krater   Arhivirana inačica izvorne stranice od 26. ožujka 2009. (Wayback Machine).

## Veći geološki događaji
19. veljače 2008. čudesan geološki događaj snimljen je kamerom HiRISE na Mars Reconnaissance Orbiteru. Pretpostavlja se da je spektakularna lavina, uhvaćena na snimkama, sastavljena od finog zrnatog leda, prašine i velikih blokova koji padaju sa 700 m visoke litice. Dokaz lavine prikazan je oblacima prašine koji se uzdižu iz litice ubrzo nakon toga. Teoretizira se kako su takvi geološki događaji uzrok geoloških obrazaca poznatih kao padinske linije.

## Padinske linije
Novi fenomen poznat kao padinske linije otkrila je kamera HiRISE na Mars Reconnaissance Orbiteru. Ova obilježja pojavljuju se na zidovima kratera i ostalim padinama, tanka su ali dugačka mnogo stotina metara. Promatranjima se ustvrdilo kako te linije rastu polagano u godišnjem hodu te uvijek započinju na izvorišnoj točki. Novoformirane linije imaju tamnu boju koja se pretvara u bijelu sa starošću. Uzrok je nepoznat, no teorije idu od lavina suhe prašine (favorizirana teorija) do slanih morskih stranica.

## Više informacija
- Znanstvene informacije s misije Mars Exploration Rover
- Život na Marsu
- Geografija Marsa
- Marsovska dihotomija
- Marsovski paukovi
- Elysium Planitia
- Hecates Tholus

## Vanjske poveznice
- Geološka karta Marsa
- Oblique-impact complex on Mars including Syria Planum and Sinai Planum